# Kluten
De kluten (Recurvirostridae) zijn een familie van waadvogels.

## Kenmerken
Deze vogels hebben een snavel (rostrum) die in plaats van naar beneden juist naar boven gebogen is (recurvi-). Ze hebben heel lange poten, waarvan de voorste tenen gedeeltelijk zijn gelobd. De achterteen is afwezig of rudimentair. De familie telt drie geslachten met in totaal 10 soorten.

## Leefwijze
Hun voedsel bestaat uit kleine schaaldieren. Deze vangen ze door met hun enigszins geopende snavel een heen en weer gaande beweging te maken. 

## Verspreiding en leefgebied
Deze vogels leven in de buurt van meren, moerassen en moddervlakten, maar hebben een voorkeur voor zout en brak water.

## Geslachten
- Geslacht Cladorhynchus (1 soort: Bandsteltkluut)
- Geslacht Himantopus (5 soorten, waaronder Steltkluut)
- Geslacht Recurvirostra (4 soorten, waaronder Kluut)

Vechtkwartels · Jacana's · Goudsnippen · Krabplevieren · Scholeksters · Ibissnavels · Steltkluten en kluten · Grielen · Renvogels en vorkstaartplevieren · Kieviten en plevieren · Magelhaenplevieren · Strandlopers en snippen · Kwartelsnippen · Trapvechtkwartels · Goudsnippen · IJshoenders · Jagers ·Pluvianidae (krokodilwachter) · Meeuwen, schaarbekken en sterns · Alken